# Begonia tapatia
Espèce
Begonia tapatia est une espèce de plantes de la famille des Begoniaceae.
L'espèce fait partie de la section Quadriperigonia.
Elle a été décrite en 2001 par Kathleen Burt-Utley (1944-) et Rogers McVaugh (1909-…).

## Répartition géographique
Cette espèce est originaire du pays suivant : Mexique.